# Agropyron desertorum
Agropyron desertorum är en gräsart som först beskrevs av Fisch. och Heinrich Friedrich Link, och fick sitt nu gällande namn av Schult.. Agropyron desertorum ingår i släktet kamveten, och familjen gräs. Inga underarter finns listade i Catalogue of Life.

## Bildgalleri

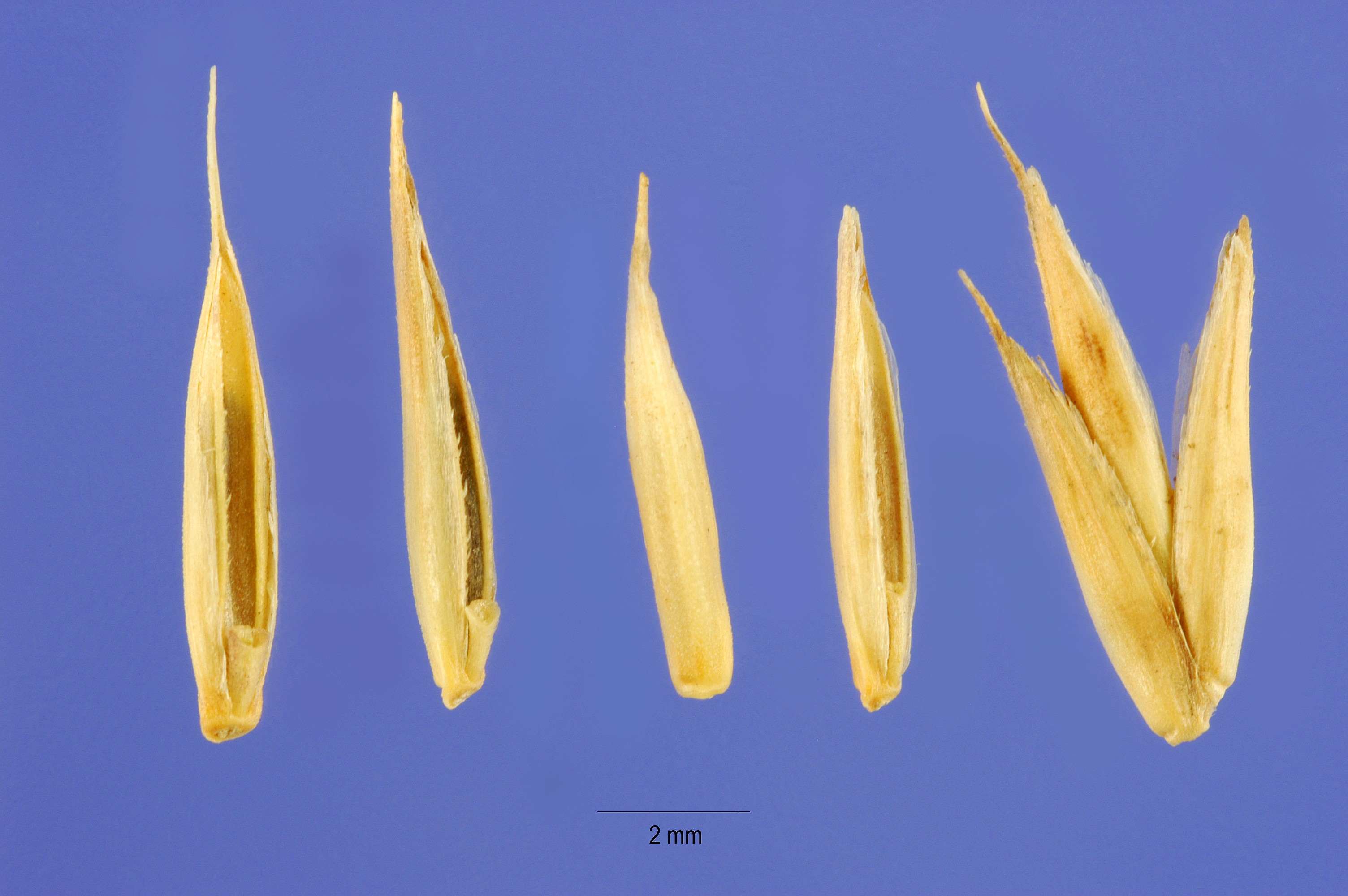